# Phantom: The Submarine
Pour plus de détails, voir Fiche technique et Distribution.
Phantom: The Submarine (유령, Yuryeong) est un film sud-coréen réalisé par Min Byung-chun, sorti en 1999.

## Synopsis
En 1999, à bord du sous-marin coréen Janbogo, au cours d’un exercice conjoint entre les armées américaines et coréennes, le commandant du Janbogo perd soudain la raison et est persuadé que cette simulation de combat sous-marin n'en est plus une et que tous les bâtiments repérés au sonar sont en fait des ennemis. Décidé à régler cette crise imaginaire avec les vraies torpilles de son sous-marin, le commandant est finalement abattu par l'un de ses membres d'équipage, le soldat Chan Suk-lee. De retour à la base, le soldat Chan est condamné à la peine capitale malgré le fait que son geste a permis d'éviter un carnage. Il est emmené devant un peloton d'exécution et fusillé.
Pourtant cet homme qui semble être mort, se réveille quelques heures plus tard et fait face à un soldat qu'il ne connaît pas, le Commandant 202. Il lui explique qu'il est dans une base militaire secrète qui abrite le Yuriegon (« fantôme », en coréen), le premier sous-marin à propulsion nucléaire de la Marine de la République de Corée, en fait un navire russe de classe Sierra livré par la Russie en guise de remboursement de dettes. L'existence du Yuriegon est classée secret absolu en raison de la puissance guerrière de ce navire. Le Commandant 202 explique également une règle importante : à bord personne n'a de nom, on ne doit s'appeler que par son numéro. Désormais Chan Suk-lee s'appelle matricule 431. Le sous-marin doit participer à un exercice dont personne à part le capitaine ne semble connaître le but exact.
Il apparaît que le Capitaine, pacifiste et humaniste, est déterminé à saborder son navire afin de déposséder la Corée du Sud d'une arme possédant un tel potentiel de destruction. C'est alors que tout bascule : le Commandant 202, son second, l'assassine et prend le commandement du sous-marin, bien décidé à montrer au monde et au Japon en particulier la puissance nouvelle de son pays. Soutenu par l'équipage qu'il a converti à sa cause, il fait route vers l'archipel japonais, bien décidé à y lancer un missile nucléaire pour venger les siècles d'humiliations subis par son pays par le passé.
Le numéro 431, autrefois Chan Suk-lee, seul contre tous, va tout tenter pour empêcher ce désastre qui pourrait bien déboucher sur une guerre entre les deux pays.

## Fiche technique
- Titre : Phantom: The Submarine
- Titre original : 유령 (Yuryeong)
- Réalisation : Min Byung-chun
- Scénario : Bong Joon-ho et Jang Joon-hwan
- Musique : Lee Dong-june
- Production : Cha Seoung-jae
- Photographie : Hong Kyung-pyo
- Pays d'origine : Corée du Sud
- Format : Couleurs - 1,78:1 - Dolby Digital - 35 mm
- Genre : Action, thriller
- Durée : 110 minutes
- Date de sortie : 31 juillet 1999 (Corée du Sud)

## Distribution
- Choi Min-su : le capitaine
- Jeong Woo-seong : numéro 431, Chan Suk-lee
- Seol Kyeong-gu : numéro 432
- Min Byeon-chul : numéro 433

## Inspiration
Le film est inspiré du manga Chinmoku no kantai de Kaiji Kawaguchi, en particulier la manière dont la marine de la république de Corée obtient un sous-marin de classe Sierra et la scène où elle utilise un câble de bouée de communication contre le sous-marin JMSDF.